# Cyclocross-Weltmeisterschaften 1974
Die Cyclocross-Weltmeisterschaften 1974 wurden am 24. Februar im spanischen Bera ausgetragen. Der Parcours mit beträchtlichen Höhenunterschieden lag auf den Hängen rund um den Ort.

## Ergebnisse

### Profis
| Platz | Land    | Sportler           |
| ----- | ------- | ------------------ |
| 1     | Belgien | Albert Van Damme   |
| 2     | Belgien | Roger De Vlaeminck |
| 3     | Schweiz | Peter Frischknecht |

### Amateure
| Platz | Land        | Sportler            |
| ----- | ----------- | ------------------- |
| 1     | Belgien     | Robert Vermeire     |
| 2     | Deutschland | Klaus-Peter Thaler  |
| 3     | Deutschland | Ekkehard Teichreber |